# Vimieiro (Arraiolos)
Vimieiro es una freguesia portuguesa del concelho de Arraiolos, con 252,47 km² de superficie y 1,589 habitantes (2001). Su densidad de población es de 6,3 hab/km².